# Ligne de Maubeuge à Fourmies
La ligne de Maubeuge à Fourmies était une ligne ferroviaire non électrifiée à voie unique, inaugurée le 29 août 1885, qui reliait la gare de Maubeuge à celle de Fourmies. L'embryon de cette ligne est un embranchement à usage industriel mis en service le 29 octobre 1860.  
Elle constitue la ligne no 240 000 du réseau ferré national.

## Histoire
Un industriel, Pierre François Dumont (1789-1864), fait construire des hauts fourneaux à Ferrière-la-Grande. Mais il se heurte à des difficultés d'acheminement de sa production, notamment devant le mauvais état des routes. L'industriel sollicite l'autorisation d'établir un embranchement ferroviaire reliant ses usines à la gare de Maubeuge. À la suite d'un décret du 23 avril 1859, d'un arrêté préfectoral en date du 14 janvier 1860 qui prévoit la création d'une station à Ferrière-la-Grande et d'un jugement du tribunal d'Avesnes portant expropriation des terrains pour cause d'utilité publique du 28 mars 1860, l'industriel fait construire, à ses frais, la portion de ligne Maubeuge - Ferrière-la-Grande. La réception des travaux a lieu le 29 octobre 1860. Cet embranchement deviendra l'embryon de la ligne Maubeuge - Fourmies.
Le 9 avril 1861, la "ligne du chemin de fer industriel", Maubeuge - Ferrière-la-Grande, est mise en service. 
La ligne « d'Erquelinnes à Fourmies » est concédée à titre éventuel par une convention signée le 22 mai 1869 entre le ministre des Travaux Publics et Messieurs Anatole de Melun, conte Charles Werner de Mérode, Louis Dupont, Florimond de Coussemaker, Isidore-David Portau, Benjamin Labarbe. Cette convention est approuvée à la même date par un décret impérial. Les concessionnaires forment la Compagnie des chemins de fer du Nord-Est qui se substitue à eux.
Une loi du 15 septembre 1871 déclare d'utilité publique et donne la concession définitive à la Compagnie de chemin de fer du Nord-Est la construction d'une ligne de chemin de fer, ayant pour origine un point situé entre Erquelinnes et Jeumont et son terminus à Fourmies ou Anor en passant par Cousolre, Solre-le-Château, Liessies et Trélon. Deux itinéraires sont alors étudiés. L'un, part de la gare d'Erquelinnes (B). Il présente l'inconvénient d'emprunter le territoire belge sur 6 km et de créer un bureau de douane. L'autre part de la gare de Jeumont pour atteindre Solre-le-Château par Colleret, Cousolre, Aibes, Bérelles, etc. Mais il se heurte aux réserves de l'autorité militaire car, selon elle, offre de sérieux dangers dans le cas d'une invasion par les frontières belges.
Une loi du 25 décembre 1878 propose un 3e tracé qui fixe l'origine de la ligne à Maubeuge et rejoint Solre-le-Château par Ferrière-la-Grande, Cousolre, Hestrud. Là aussi, l'armée émet de sérieuses réserves. 
Pour des raisons militaires mais aussi par suite de nombreuses interventions d'élus locaux et d'industriels, une loi du 22 juillet 1881 modifie le tracé et désigne Maubeuge comme gare d'origine de la ligne qui rejoindra Fourmies, gare terminus, en passant par Solre-le-Château. La Ville de Cousolre sera desservie par un embranchement se détachant à Ferrière-la-Grande et aboutissant à créer une gare sur le « mamelon du terne ». Dès septembre 1881, les travaux commencent, d'abord sur la section Solre-le-Château - Fourmies. Les travaux s'étalent sur 4 années.
La ligne de Maubeuge à Fourmies, y compris l'embranchement de Cousolre, est rattachée au réseau de la Compagnie des chemins de fer du Nord selon les termes d'une convention signée entre le ministre des Travaux publics et la compagnie le 5 juin 1883. Cette convention est approuvée par une loi le 20 novembre suivant. Toutefois, la Compagnie des chemins de fer du Nord n'en deviendra pleinement concessionnaire qu'à la suite d'un traité passé avec la Compagnie des chemins de fer du Nord-Est le 30 mars 1889 et approuvé par une loi le 7 février 1890.
La réception des travaux a lieu le 20 août 1885. Le 29 août 1885 est inaugurée la ligne de chemin de fer Maubeuge - Fourmies, à voie unique, en présence de Charles Demole, Ministre des Travaux publics et M. Pierre Legrand, Ministre du Commerce. Au niveau de son tracé, la ligne quitte l'artère internationale Paris - Liège à la sortie de la gare de Maubeuge, puis remonte le cours de Solre en desservant Rousies (gare), La Machine (lieu-dit de Ferrière-la-Grande) (point d'arrêt), Ferrière-la-Grande (gare), continue vers le sud avec  Ferrière-la-Petite (gare), Obrechies (point d'arrêt), Dimechaux (point d'arrêt), Dimont (point d'arrêt), décrit une courbe vers l'est au niveau de Sars-Poteries (gare) pour toucher Lez-Fontaine (point d'arrêt), Solre-le-Château (gare). De là, son tracé suit une orientation nord-sud en desservant Liessies (halte), Trélon-Glageon (gare), Couplevoie (hameau de Glageon)(point d'arrêt), pour se souder à la ligne Lille - Hirson avant d'arriver en gare de Fourmies.
À partir du 1er septembre 1885, la ligne est exploitée commercialement. En 1885, le service voyageurs est assuré par quatre allers et retours journaliers entre Maubeuge et Fourmies. Le trajet entre les deux villes dure environ 1h10 (vitesse moyenne : 34 km/h). Le samedi 3 octobre 1885, la ligne Ferrière-la-Grande - Cousolre est inaugurée. Le tronçon passe par Cerfontaine, Colleret, Quiévelon et Aibes. Le 1er juillet 1939, cette ligne sera fermée aux voyageurs, le seul point d'arrêt entre Ferrière-la-Grande et Cousolre était Colleret. Le dimanche 4 octobre 1885, la ligne Ferrière-la-Grande - Cousolre est ouverte officiellement au trafic. 
En 1890 la gare de Rousies est la dernière gare à être construite sur la ligne.
À Sars-Poteries, la ligne a une jonction avec la Ligne d'Avesnes à Sars-Poteries ouverte au public en juillet 1901.
La gare de Rousies est détruite le 18 septembre 1914. Elle est reconstruite en 1921.
En 1945 la région Nord limite la desserte à deux allers et retours dont un bihebdomadaire. Après 1945, des locomotives à vapeur séries 230 A, 230 D pour les voyageurs, 140 G et 040 D pour les marchandises circulent.  En 1948 on revient à trois rotations journalières Maubeuge - Hirson plus une navette Fourmies - Sars-Poteries en soirée.
La relation de mi-journée est supprimée les lundis, mardis, jeudis et vendredis en 1952. En 1958 deux des circulations sont assurées en autorails, la troisième demeure en train léger, le soir au départ de Maubeuge, le matin à l'arrivée. En 1963 des machines diesels BB 63000 et 63500 circulent. À compter du 26 mai 1968, les autorails suffisent pour couvrir les trois prestations quotidiennes. Victime du développement de la motorisation individuelle, le service voyageur sera supprimé sur toute la ligne le 28 septembre 1969. Des autocars sont prévus en remplacement avec la même fréquence. Le trafic marchandise étant lui aussi très faible dans la partie centrale de la ligne, la région de Lille à laquelle elle a été rattachée en 1972, ferme le 3 avril suivant la section Ferrière-la Petite - Trélon-Glageon.
Le déclassement officiel de la ligne intervient le 8 mars 1975 et la voie est déposée entre Ferrière-la-Petite et Sars-Poteries. Ensuite, la ligne entre Sars-poteries et Trélon est rachetée par le Conseil Général du Nord en vue de la création d'un train touristique. Création  de l'association ferroviaire Sambre-Avesnois, en 1983, elle s'implique dans le projet qui, en 1989, après avoir fait  l'acquisition d'un autorail, relance l'idée du tourisme ferroviaire. Ce projet de création d'un train touristique ne verra pas le jour. Création de l'association "Autour du sentier Emeraude".
Le démontage des voies a lieu en 1996, la gare de Rousies est rasée un an plus tard. La dernière gare construite est la première gare démolie de la ligne. Pour précision, en 1972, la seule gare de Rousies avait assuré un trafic de plus de 30 000 tonnes ; le trafic voyageurs était lui aussi conséquent.

## Valorisation touristique
En octobre 2003 est inauguré sur la plateforme de l'ancienne ligne le chemin de randonnée, dénommé « sentier Emeraude ». À la suite de travaux effectués sur un linéaire plus important de Ferrière-la-Grande à Glageon, le "sentier Emeraude" est intégré à la « voie verte de l'Avesnois ».
La voie verte de l'Avesnois, sentier réservé aux déplacements non motorisés s'inscrit dans le projet européen  de véloroute européenne EuroVelo 3, "route des pèlerins" ou "Scandibérique", qui devrait relier Trondheim (Norvège) à Saint-Jacques-de-Compostelle (Espagne).

## Sources
- Jacques Guillot, membre de l'association ferroviaire Sambre-Avesnois (Maubeuge)
- Les Racines De Florentine de Bernard Fosse - Chemins de fer du Nord et ses tramways